# Pseudosphaeroma campbellense
Pseudosphaeroma campbellense là một loài chân đều trong họ Sphaeromatidae. Loài này được Chilton miêu tả khoa học năm 1909.